# Microdon inaequalis
Microdon inaequalis är en tvåvingeart som beskrevs av Friedrich Hermann Loew 1866. Microdon inaequalis ingår i släktet myrblomflugor, och familjen blomflugor.
Artens utbredningsområde är Kuba. Inga underarter finns listade i Catalogue of Life.